# Ulica Kościelna w Warszawie
Ulica Kościelna – ulica na warszawskim Nowym Mieście, biegnąca od ul. Wybrzeże Gdańskie do ul. Zakroczymskiej.

## Historia
Kościelna jest jedną z ulic wytyczonych już podczas lokacji Nowej Warszawy po roku 1408, kiedy to książę mazowiecki Janusz I Starszy nadał jej przywilej lokacyjny. Początkowo biegła jedynie wzdłuż kościoła Nawiedzenia Najświętszej Marii Panny, od którego wzięła swą nazwę, dalszy jej odcinek stanowiła nieutwardzona ścieżka biegnąca do ul. Rybaki, odcięta zabudowaniami na początku XVIII wieku.
Pierwsza zabudowę ulicy obok kościoła NMP stanowiła przylegająca do niego kamienica zbudowana w początkach XVIII stulecia, oraz drewniane domki i kamieniczki.
Końcowy fragment ulicy, od ul. Zakroczymskiej do ul. Przyrynek, od XV wieku należał do Rynku Nowego Miasta i został do niej przyłączony dopiero w roku 1868.
Pierwsze domy murowane przy ulicy powstały w I połowie XVIII wieku; były to niewielka kamieniczka oraz pałac Mokronowskich.
Po tym okresie przy ulicy powstawały niczym niewyróżniające się niewielkie kamieniczki, aż do roku 1770, kiedy u zbiegu z ul. Zakroczymską powstałą wielka kamienica Jakuba Fontany.
W roku 1776 według projektu Szymona Bogumiła Zuga wybudowano przyuliczny pałacyk Teofili Dunin-Brzezińskiej.
W roku 1845 wybudowano drewniane schody stanowiące połączenie z ul. Rybaki, po tym okresie ulica podupadła, lecz wyróżniała się wysokim odsetkiem mieszkańców - chrześcijan wśród ulic Nowego Miasta zdominowanych przez ubogich Żydów.
W roku 1907 powstał projekt regulacji ulicy wraz z jej przedłużeniem i ostatecznie niezrealizowanym wiaduktem nad ul. Rybaki. W latach 20. XX wieku powstał jeszcze fragment Kościelnej od ul. Rybaki do ul. Wybrzeże Gdańskie, nigdy jednak nie doszło do połączenia go w jeden ciąg z górnym odcinkiem ulicy.
Rok 1944 przyniósł całkowite niszczenie zabudowy; ocalał jedynie fragment kościoła Nawiedzenia NMP. Powojenna odbudowa, z nielicznymi wyjątkami, jest przykładem nieliczenia się z pierwotnym wyglądem kamienic i nadawania im zupełnie nowego wyglądu, przy zachowaniu historyzującego stylu fasad.

## Ważniejsze obiekty
- Kościół Nawiedzenia Najświętszej Marii Panny
- Hotel Mamaison Le Regina (nr 12)
- Kamienica Jakuba Fontany
- Tablica Tchorka, upamiętniającą mord na ludności cywilnej w sierpniu 1944 (u zbiegu z ulicą Przyrynek)[1].